# Lapoș
Lapoș es una comuna ubicada en el distrito de Prahova, Rumania.

## Superficie
Posee una superficie de 29,67 kilómetros cuadrados.

## Demografía
Hasta 2021 la población era de 983 habitantes, con una densidad de población de 33,13 habitantes por kilómetro cuadrado.